# Afrika Museum (Berg en Dal)
Cet article concerne le musée de Berg en Dal aux Pays-Bas. Pour le musée de Tervuren en Belgique, voir AfricaMuseum.
L'Afrika Museum est un musée; une des institutions bataves parmi les meilleures consacrées aux arts africains. Situé à Berg en Dal aux Pays-Bas, à la périphérie de la ville de Nimègue, la plus ancienne ville des Pays-Bas, c'est un complexe avec des zones d'exposition en salles et en plein air, couvrant l'art, la culture, la musique, les photographies, les vidéos et l'architecture de l'Afrique.
Depuis 2013, il constitue le musée national des cultures du monde, avec le Musée d'ethnologie de Leyde et le Tropenmuseum d'Amsterdam.

## Collections
Outre l'exposition de sculptures historiques traditionnelles, le musée met en valeur l'art contemporain produit en Afrique et dans la diaspora comme l'Amérique du Nord et du Sud et les Caraïbes, en particulier sur les îles de Cuba, Haïti et Curaçao. On note par exemple parmi les fonds contemporains actuels, les maquettes du kinois Kingelez, des toiles des Congolais Chéri Samba et Moké, du franco-sénégalais Iba N'Diaye.
La section sur la religion et la sociologie présente des artefacts concernant le cycle de la vie, la guérison, la lutte contre le mal.
À l'extérieur, les visiteurs peuvent découvrir l'architecture africaine reconstruite, notamment un village Kusasi du Ghana, un village Dogon du Mali de construction en terre argileuse et deux habitations sur pilotis du village lacustre de Ganvié, un village Tofinu au Bénin,.

## Histoire
Le musée est fondé en 1954 en tant que musée missionnaire, cinq ans après que la Congrégation du Saint-Esprit avait acquis une propriété, qui devait devenir un lieu de repos pour ses membres. Leur but est de rendre ainsi hommage aux cultures africaines qu'ils avaient rencontrées pendant plus de cent ans, dans une cinquantaine de pays africains.et accroître la connaissance de ces cultures en Europe. Alors qu'ils évangélisaient l'Afrique subsaharienne, ils avaient occasionnellement obtenu des objets pour des expositions coloniales et recueilli d'autres qui étaient à la fois la preuve de pratiques religieuses et de la vie quotidienne et étaient parfois destinés à la vente dans la boutique du musée.
Le père J.B. van Croonenburg avait une profonde sensibilité aux qualités artistiques de la sculpture africaine et a voulu attirer un public plus large pour comprendre la beauté et la richesse de la culture africaine.
Plusieurs prêtres admiraient la qualité de ces objets culturels, ce qui les a incités à ne pas brûler les effigies et les objets d'usage courant, afin de les préserver comme témoignages. Le Père Jan Vissers, par exemple, s'opposa dans la région de Cabinda contre la destruction des objets traditionnels du peuple Woyo et collectionna un groupe de couvercles de poterie avec des sculptures figurales.
La collection s'est développée au travers d'achats, de dons ou de collectes sur le terrain par les conservateurs successifs.
En 1987, le musée s'étend et ouvre son exposition en plein air, qui se compose maintenant de plusieurs villages africains reconstitués.

## Exposition en salles

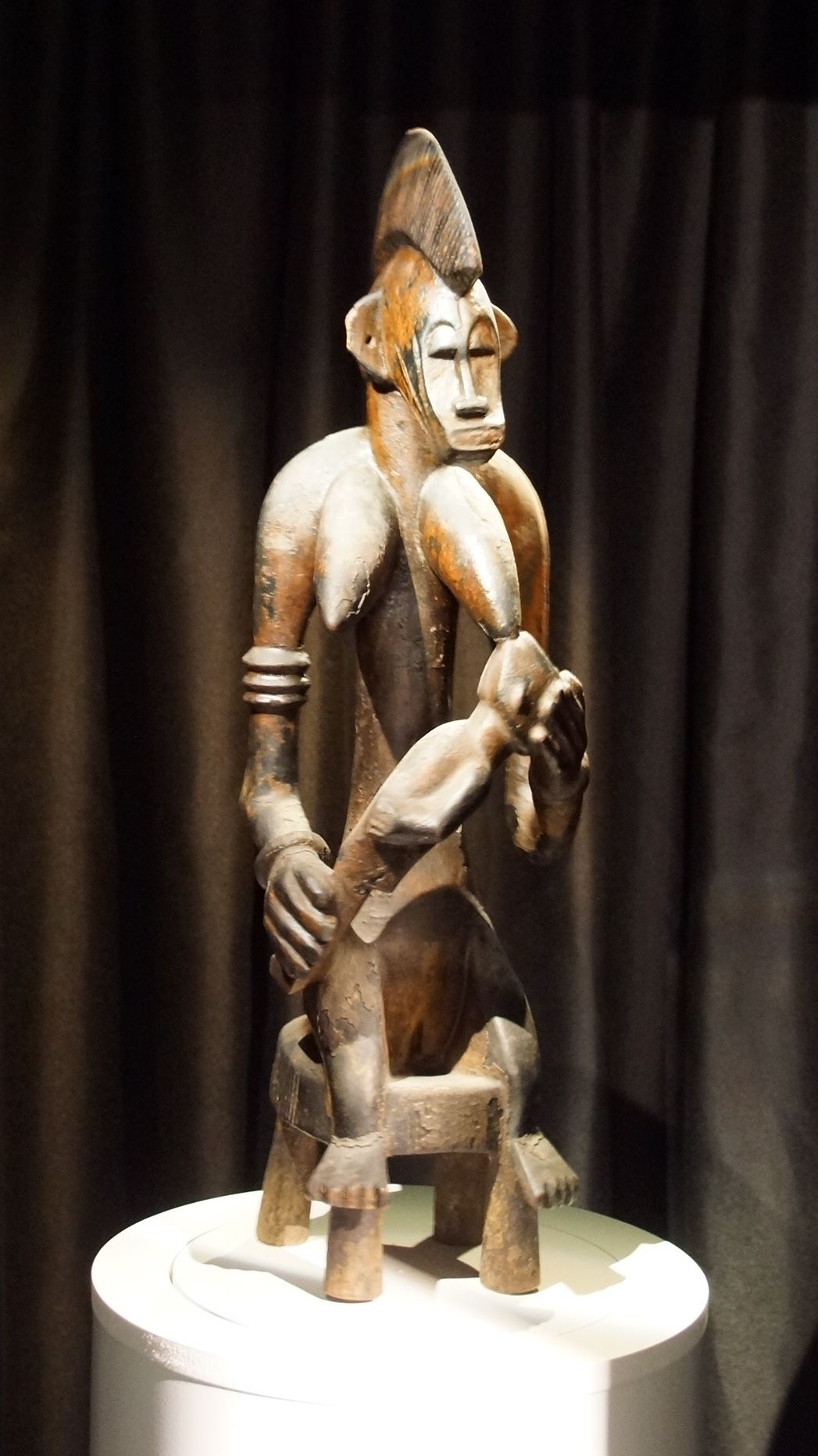
Sculpture Senoufo, Côte d'Ivoire
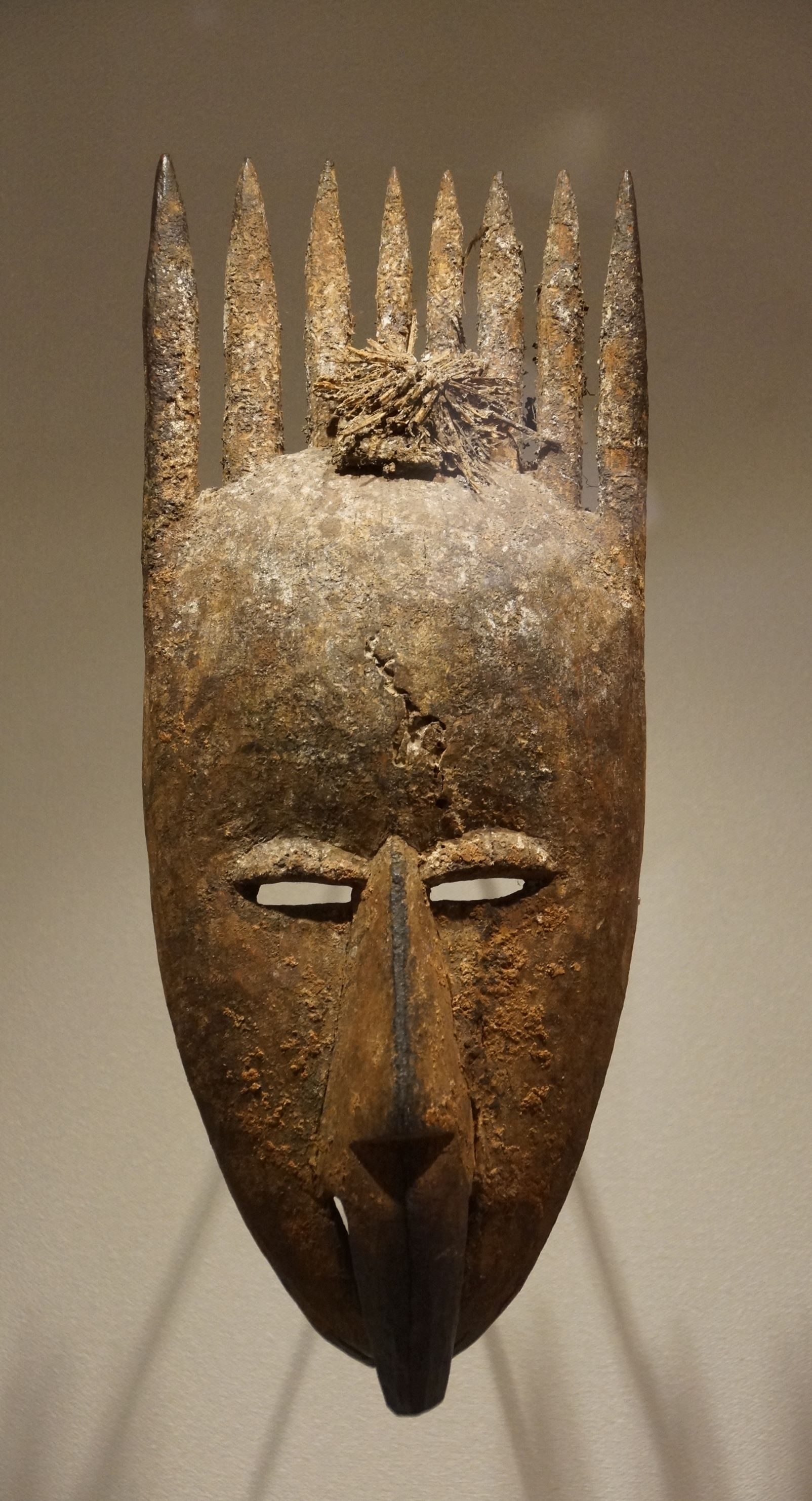
Masque Mahou, Côte d'Ivoire
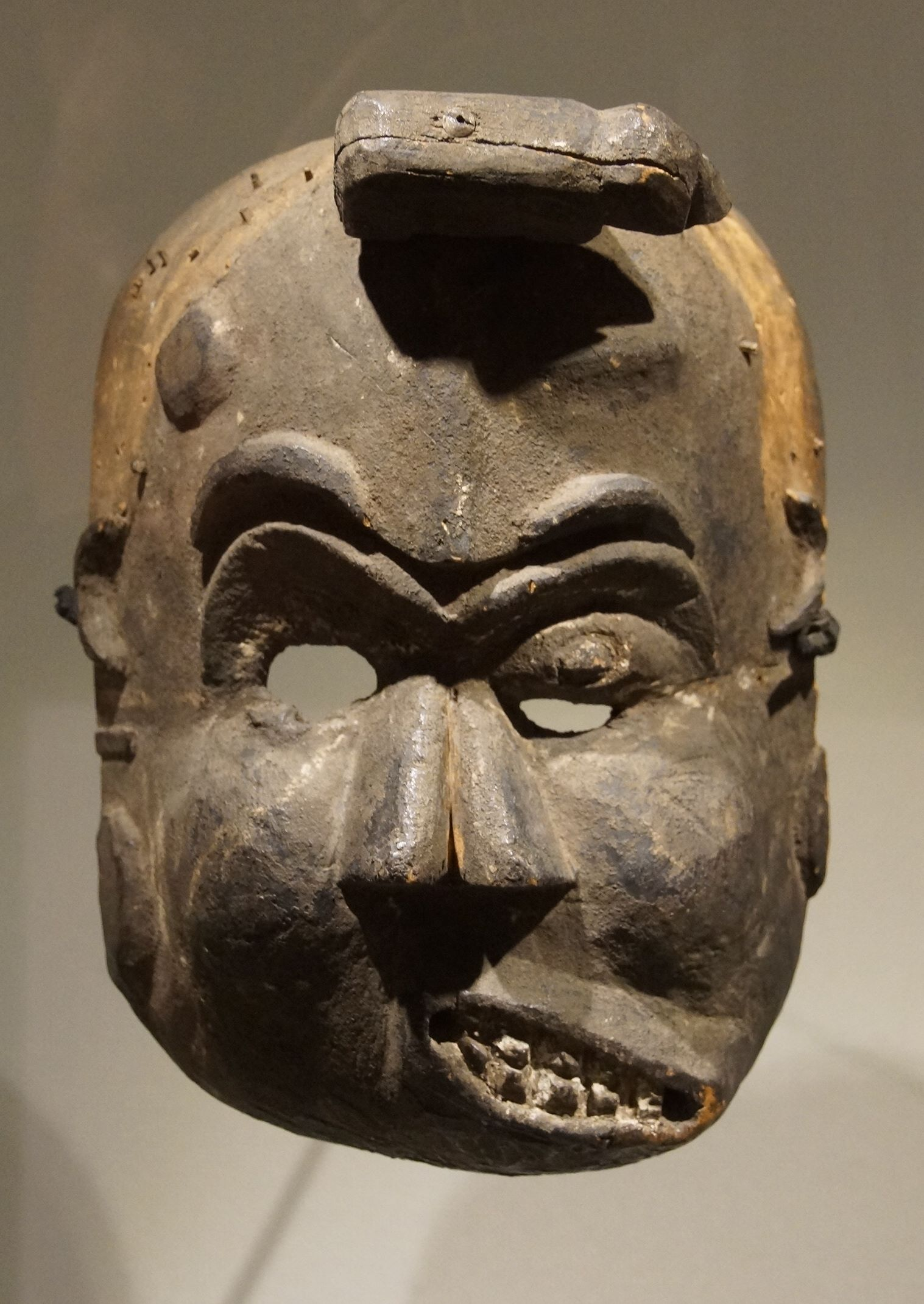
Masque Ewe
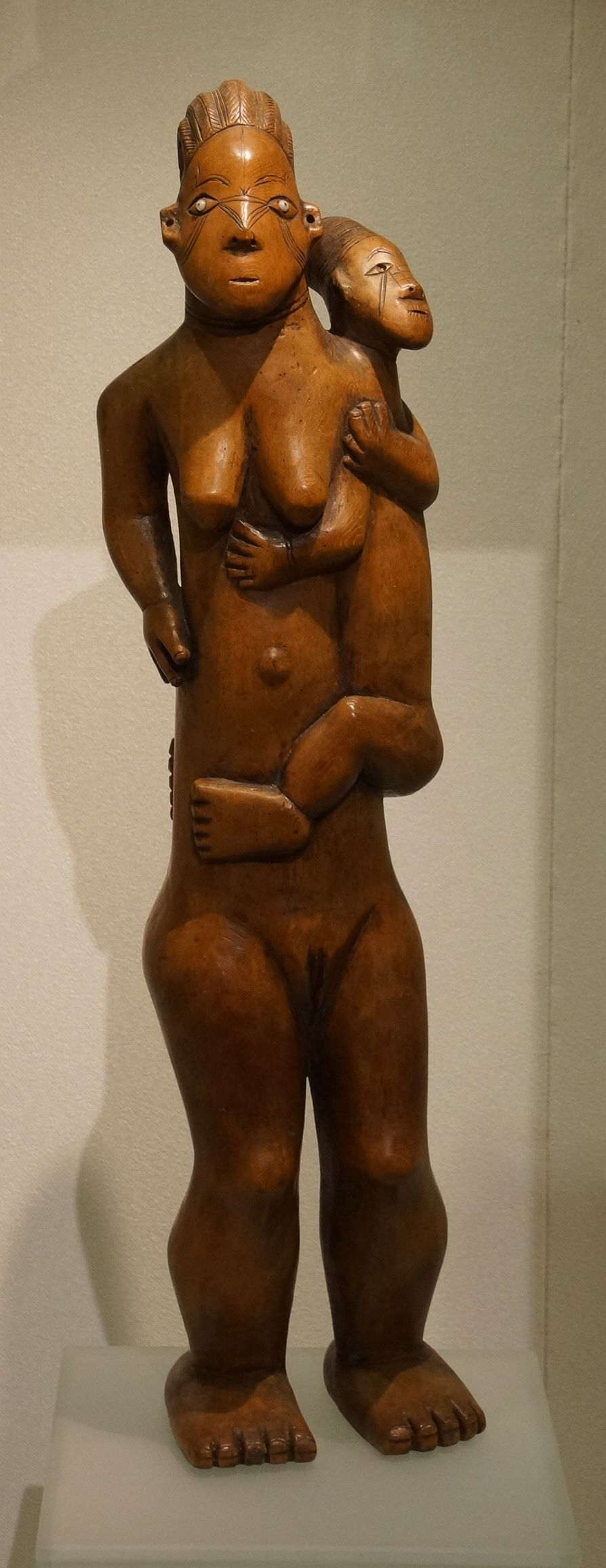
Maternité Mangbetu, République démocratique du Congo
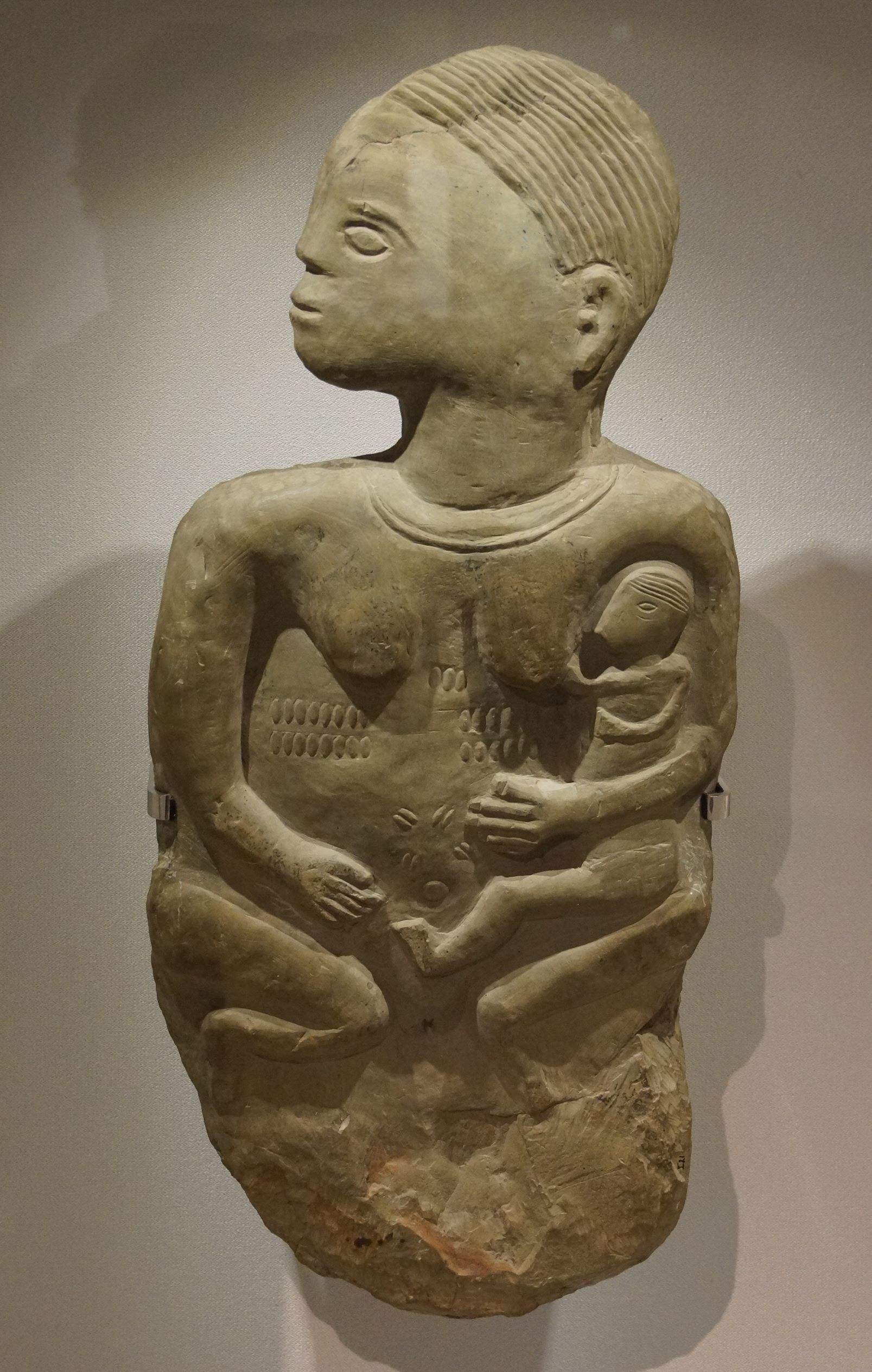
Pierre tombale Mbamba, Angola
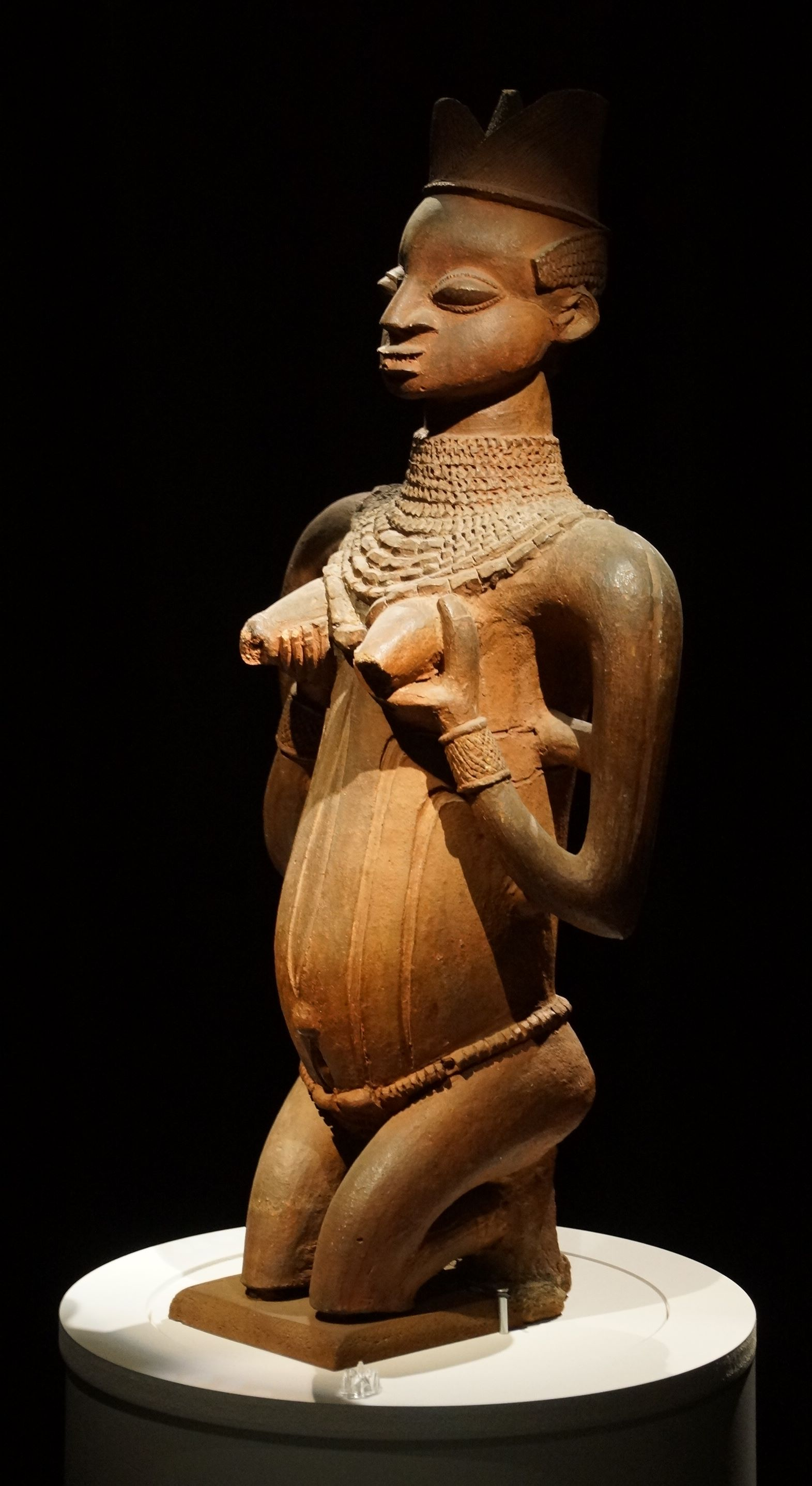
Sculpture en bois
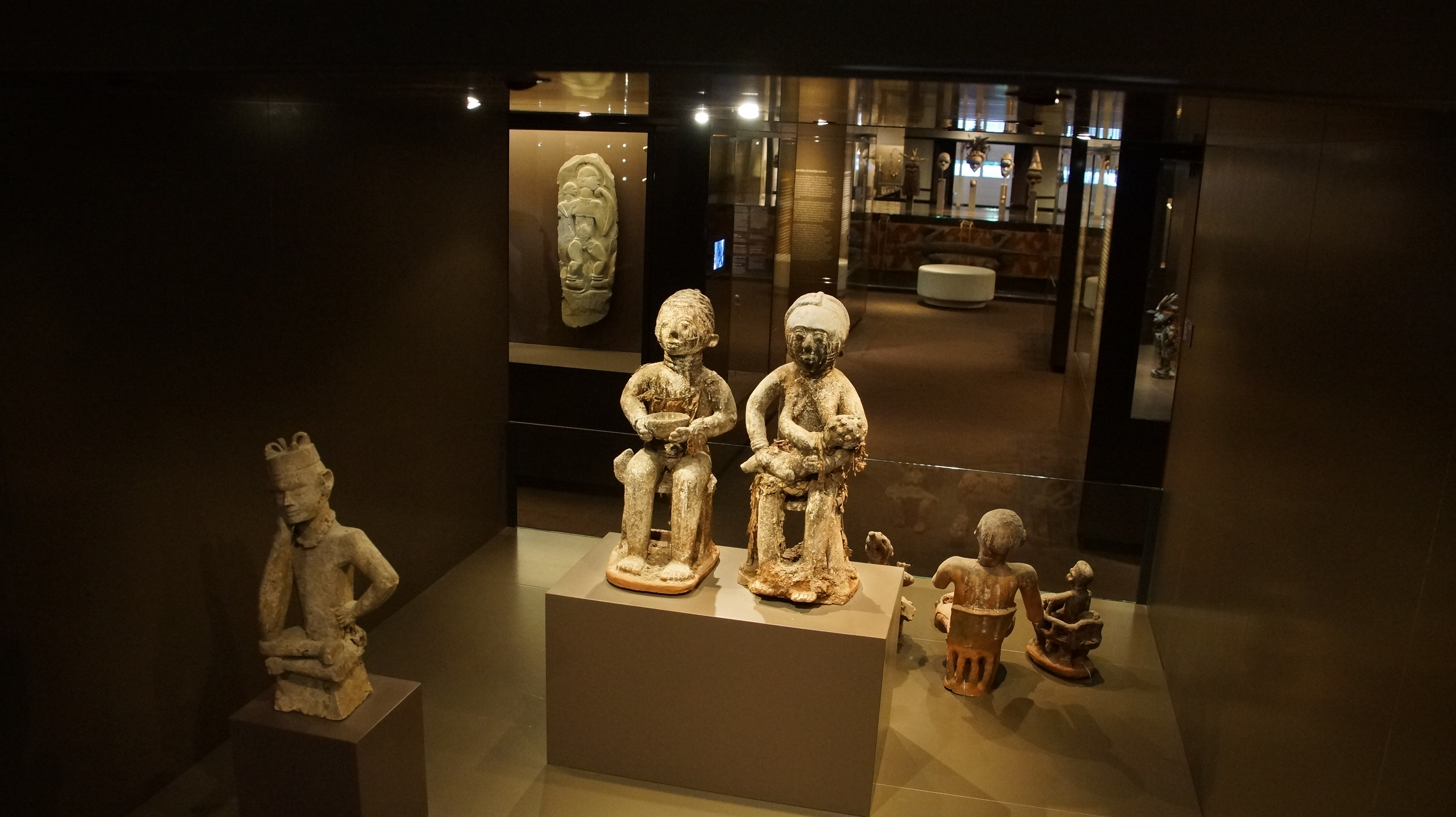
Différents personnages sculptés

## Exposition en plein air
L'idée de créer un village africain fait son chemin avec un déménagement dans la forêt, à la lisière de la cité, De même que l'achat auprès des instances de l'Exposition universelle de 1958 à Bruxelles, d'une hutte congolaise, d'un grand tam-tam et de deux pirogues.

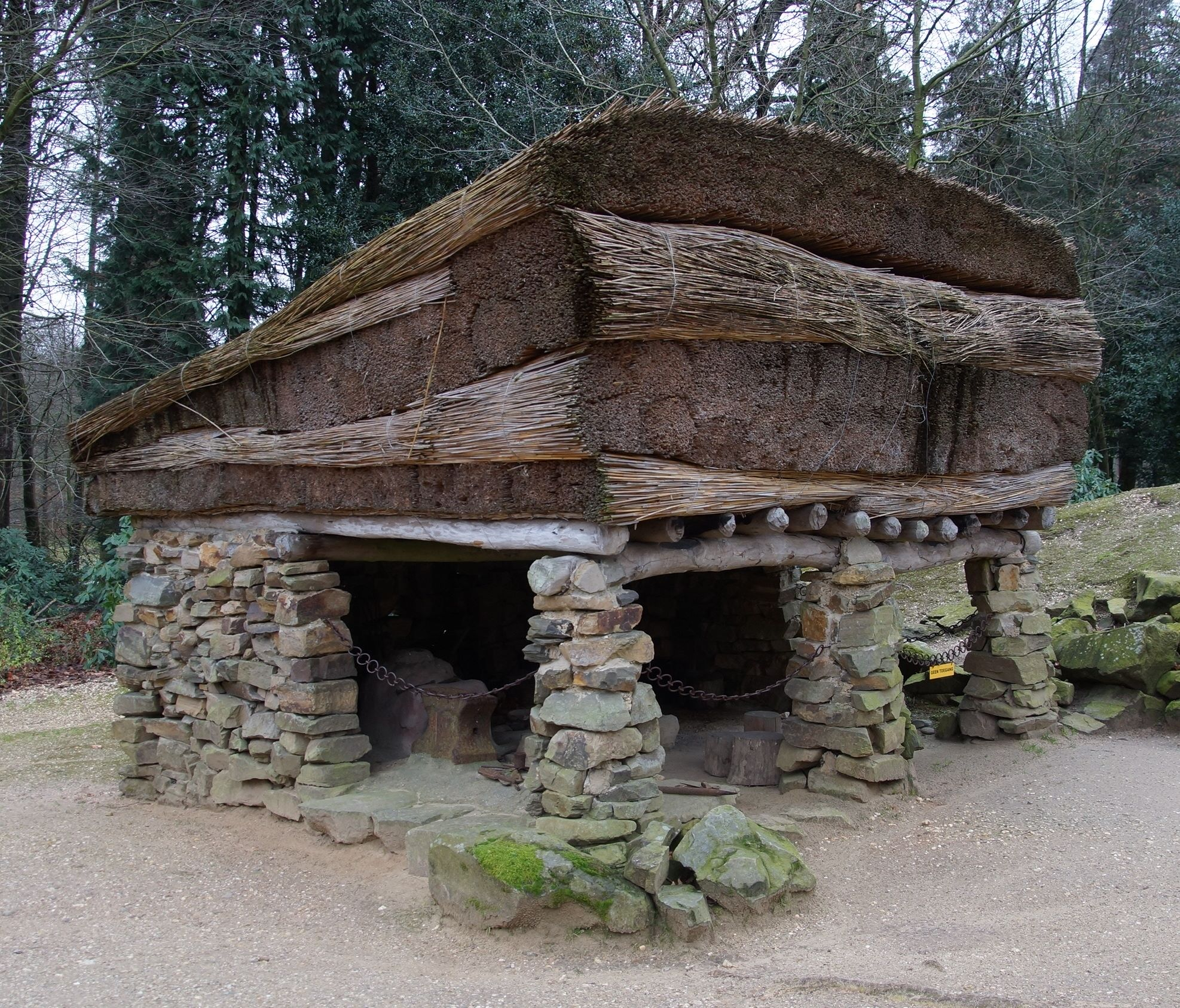
Maison Dogon
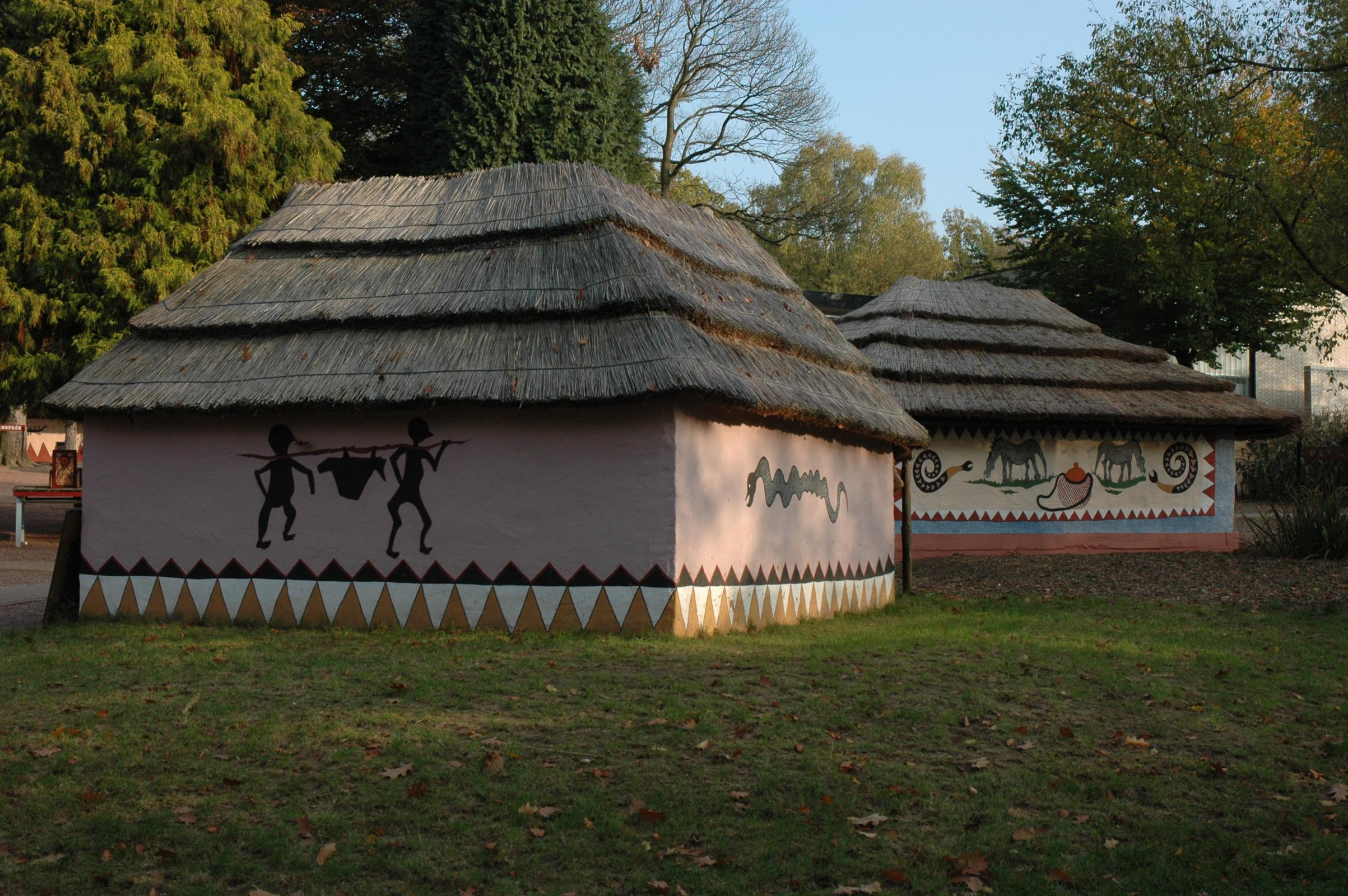
Maisons avec peintures murales
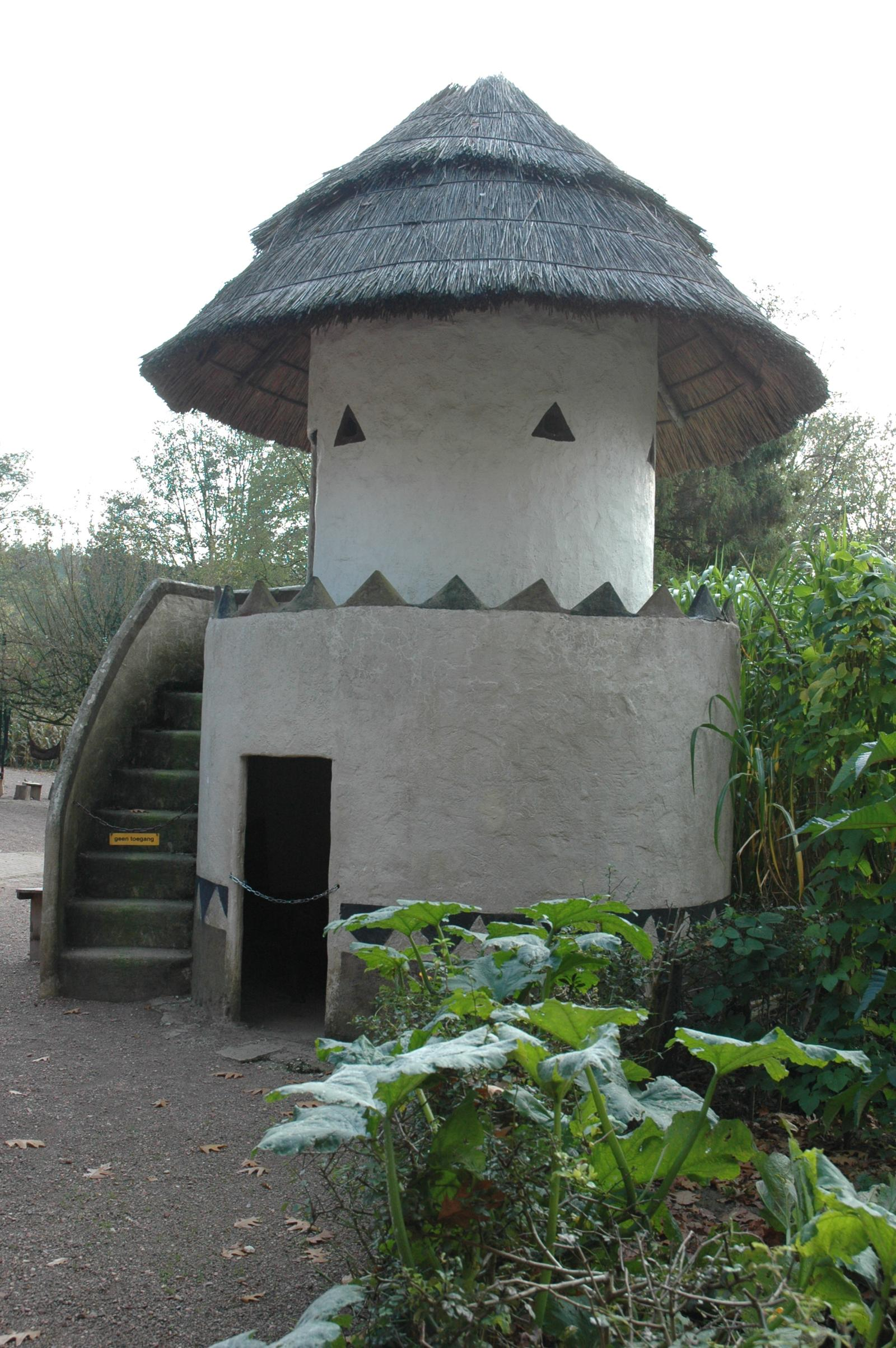
Tour
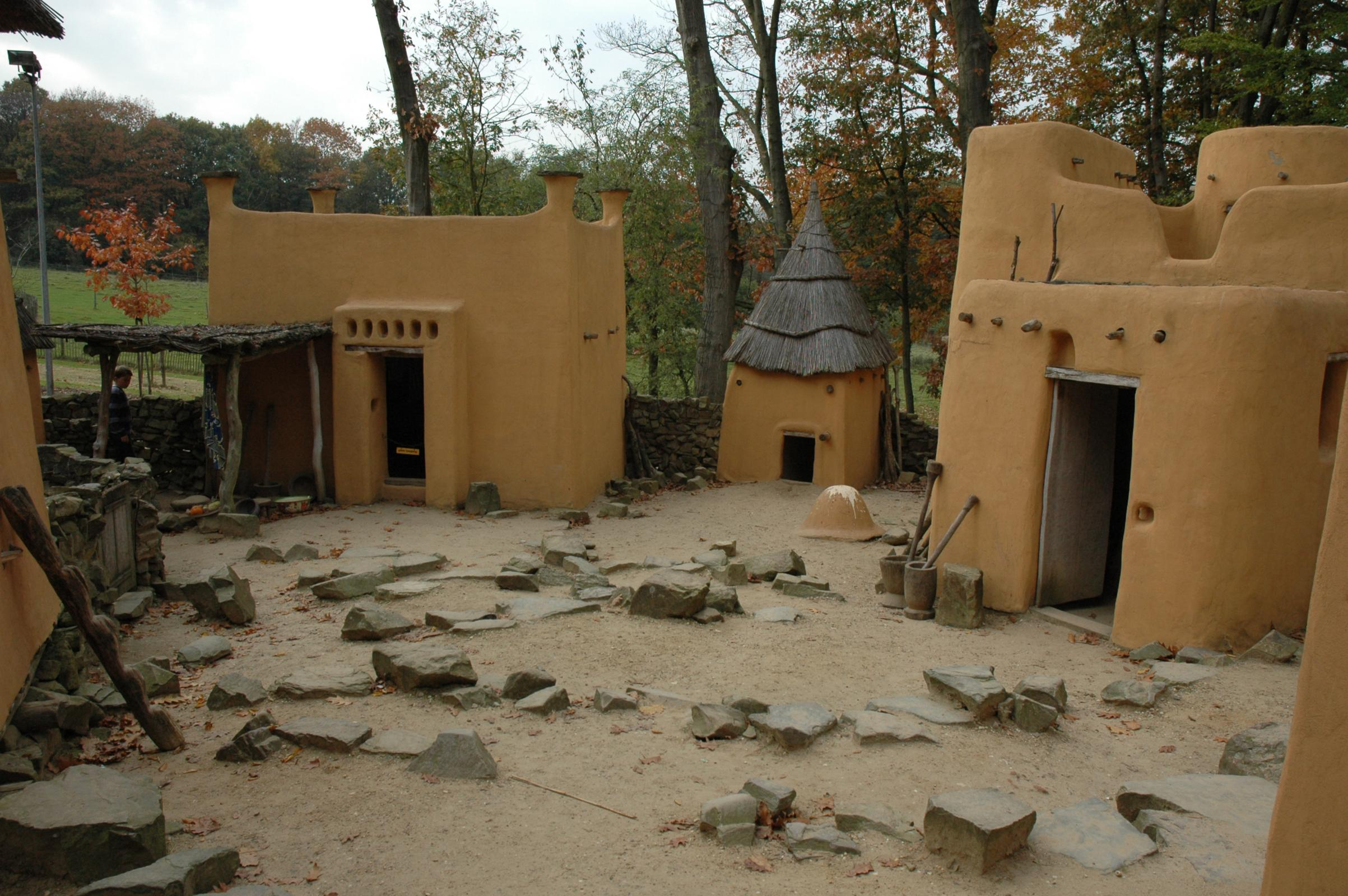
Village africain
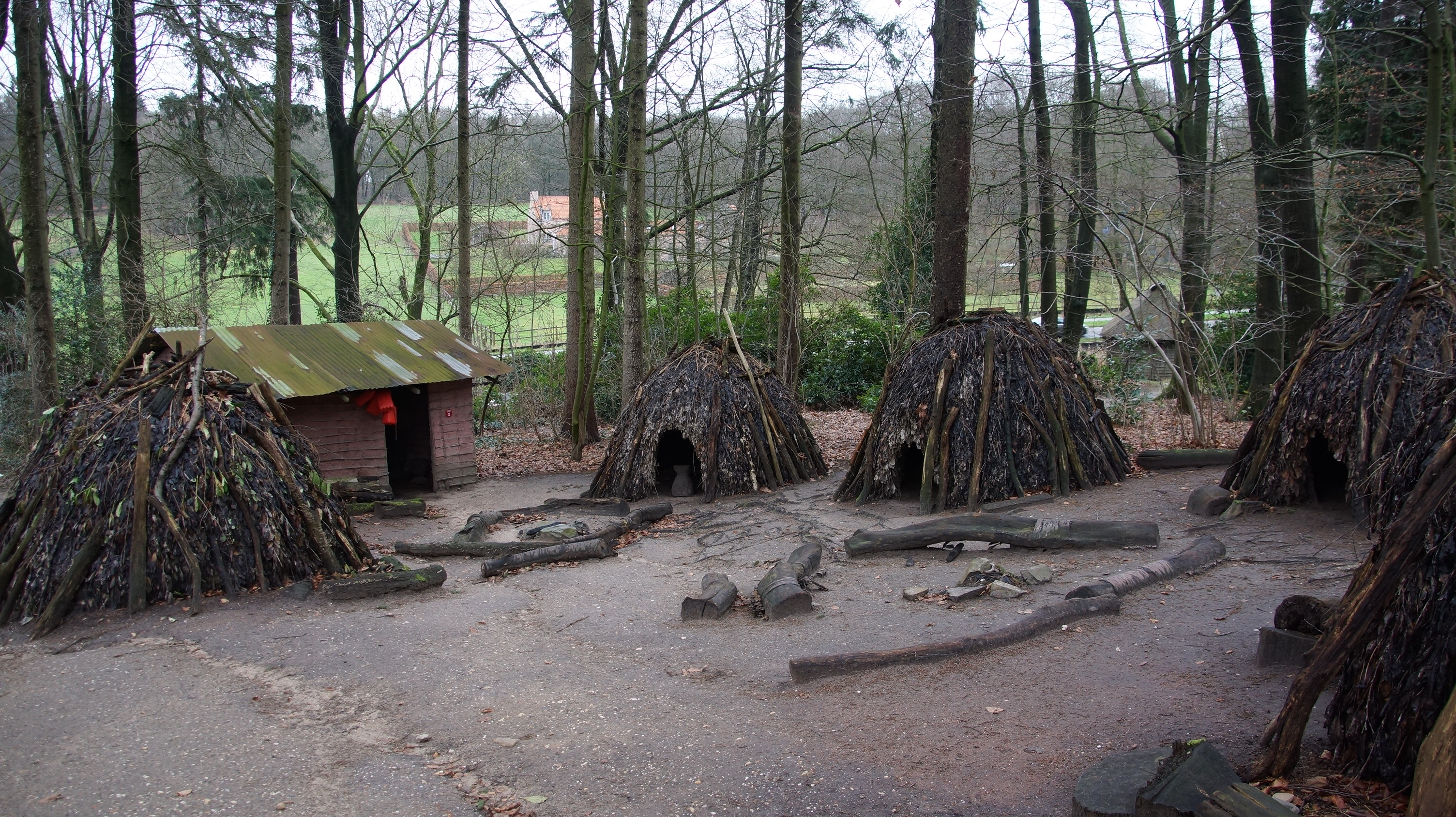
Village pygmée Baka
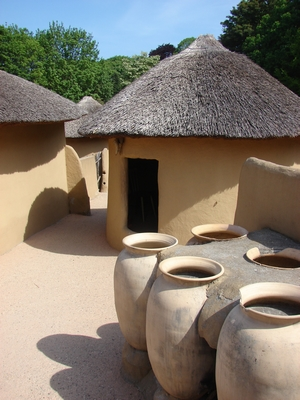
Extérieur montrant l'architecture africaine